# سلفني 3 جنيه (فلم)
فيلم مصري إنتاج سنة 1939، تدور أحداث الفيلم حول عثمان عبد الباسط النوبي البسيط، يعمل خادم بمدرسة للاطفال ويحب زوجته لكن ما يؤرق حياته هي حماته التي تعيش معه وتسخر دائما منه وتطالبه أن يحضر ثلاثة جنيهات لسداد رهن المنزل الذي يعيشون فيه حيث أنهم قد رهنوا نصفه نتيجة للازمة المالية وحان وقت سداد الرهن أو بيع المنزل في المزاد ونتيجة لعبث بعض الأطفال معه يطرد من المدرسة وتدور الأحداث بعد ذلك
الفيلم من تأليف وإخراج توجو مزراحي، ومن بطولة علي الكسار وبهجية المهدي وزكية إبراهيم.

## قصة الفيلم
عثمان عبد الباسط نوبي بسيط يعمل خادم بمدرسة للأطفال ويحب زوجته لكن ما يؤرق حياته هي حماته التي تعيش معه وتسخر دائما منه وتطالبه أن يحضر ثلاثة جنيهات لسداد رهن المنزل الذي يعيشون فيه حيث أنهم قد رهنوا نصفه نتيجة للازمة المالية وحان وقت سداد الرهن أو بيع المنزل في المزاد ونتيجة لعبث بعض الأطفال معه يطرد من المدرسة ويلتحق كممرض عند طبيب أسنان ولأن عثمان رأى الطبيب قبل أن ينصرف يعالج أسنان خطيبته ثم يقبلها فانه يتصور أن القبلة نوع من العلاج. ويبدأ في علاج المرضى حتى يموت أحدهم بين يديه، وببساطة ينتقل للعمل في محل جواهرجي يكلفه بتنظيف قطع المجوهرات، فتكون النتيجة أن يبتلع فص خاتم ثمين لا يخرج من أمعائه إلا بالذهاب إلى المستشفى، حيث تزوره زوجته وحماته لتخبراه بأن المحضر مصمم على بيع البيت أن لم يحصل على الجنيهات الثلاثة. وبينما يقرر عثمان الانتحار تسوقه المصادفة من خلال البوابين أصدقائه إلى دخول نادي رياضي بجوار منزله تجرى فيه مسابقة ملاكمة ينال المشارك فيها جنيها واحداً، أما الفائز فينال عشرين جنيها وهو المبلغ المطلوب بالضبط لفك رهن البيت بالكامل. ويدخل عثمان مسابقة الملاكمة هذه طمعا في النقود وبالحيلة والمكر ومساندة العناية الإلهية ينجح في هزيمة محمد فرج، والفوز بالعشرين جنيها ويدفعها للمحضر قبل بيع البيت.

## روابط خارجية
- مقالات تستعمل روابط فنية بلا صلة مع ويكي بيانات